# Bahrain World Trade Center
Pour les articles homonymes, voir World Trade Center (homonymie).
Le Bahrain World Trade Center, également appelé Bahrain WTC ou BWTC, situé à Manama (capitale de Bahreïn), est constitué de deux tours jumelles de 240 mètres de haut.

## Description
Les deux tours sont reliées par trois ponts de 30 m de long, chacun équipé d'une éolienne destinée à produire de l'électricité. Ces éoliennes ont été mises en rotation en avril 2008.
À la fin de la construction des tours, en 2008, le Bahrain WTC était la plus haute construction de Bahreïn et le premier gratte-ciel au monde à intégrer des éoliennes. Les turbines des éoliennes ont une capacité totale de 675 kW et couvrent 11 à 15% de la consommation d'électricité des tours. 
Les tours hébergent un hôtel Sheraton cinq étoiles et un centre commercial haut-de-gamme.